# Save Me - Salvami
Save Me - Salvami è un film del 2007 diretto da Robert Cary.
Protagonista del film è Chad Allen, affiancato da Robert Gant, Judith Light e Stephen Lang.

## Trama
Mark è un giovane gay dedito al sesso occasionale e all'abuso di droghe. Dopo un'overdose, la sua famiglia lo convince a curarsi presso una comunità cristiana chiamata Genesis House, che sostiene di "curare l'omosessualità" attraverso la fede. La comunità è gestita da Gayle e suo marito Ted, che hanno perso un figlio, suicidatosi per non essere riuscito ad affrontare la sua omosessualità. Seppur riluttante, Mark accetta di stabilirsi nella comunità, ma ben presto trova conforto e amore nel suo mentore Scott. I due imparano assieme ad accettarsi per quello che sono e a non rinnegare se stessi, progettando di fuggire per passare la vita insieme. L'amore tra Mark e Scott, nato sotto gli occhi di Gayle, riuscirà a far cambiare idee alla donna, che ha sempre gestito la comunità di "riabilitazione" in preda ai sensi di colpa per la morte del figlio.

## Distribuzione
Il film è stato presentato il 21 gennaio 2007 al Sundance Film Festival, per poi essere presentato a numerosi festival cinematografici internazionali. È stato distribuito limitatamente nelle sale cinematografiche statunitensi il 5 settembre 2007. In Italia è stato distribuito in edizione home video da Atlantide Entertainment.

## Riconoscimenti
- 2009 - GLAAD Media Awards
  - Nomination Miglior film della piccola distribuzione